# Honorowi Obywatele Miasta Gorzowa Wielkopolskiego
Honorowi obywatele Gorzowa Wielkopolskiego – tytuł honorowego obywatela Gorzowa Wielkopolskiego, ustanowiony w 1998 roku przez Radę Miasta Gorzowa Wielkopolskiego i przyznawany – z przerwami, corocznie.

## Historia
W 1863 roku nadano pierwszy znany tytuł honorowego obywatela miasta – burmistrzowi Johannowi Friedrichowi Mehlsowi. W latach 1863–1939 przyznano go 15 razy, zarówno za zasługi dla miasta (otrzymali go m.in. fabrykanci Max Bahr i Hermann Paucksch), jak i ze względów politycznych w okresie III Rzeszy. Uchwały te nigdy nie zostały uchylone. Ostatnim honorowym obywatelem miasta Landsberg został w 1939 roku kompozytor Carl Teike.
Do tradycji wrócono w 1998 roku, kiedy Rada Miasta Gorzowa Wielkopolskiego ustanowiła nagrodę dla wybitnego mieszkańca Gorzowa Wielkopolskiego, a także osobistościom spoza miasta: (...) za zasługi dla Miasta, całokształt dokonań oraz postawę życiową stanowiącą wzór do naśladowania dla Gorzowian.
Od 1998 do 2025 roku tytuł przyznano 21 osobom. Wyróżnienia nie przyznano w latach 1999–2006 i 2011–2012 oraz 2014, 2016 i 2018 roku. W 1998 i 2007 roku tytuł przyznano nie jednej, a trzem osobom, natomiast w 2013 oraz 2015 roku – dwóm osobom. Wśród wyróżnionych znalazło się 5 kobiet oraz 16 mężczyzn.

## Wyróżnieni
| Rok                                     | Laureat                  | Laureat |
| --------------------------------------- | ------------------------ | ------- |
| 1998                                    | Jan Paweł II             |         |
| 1998                                    | Florian Kroenke          |         |
| 1998                                    | Zenon Bauer              |         |
| W latach 1999–2006 tytułu nie przyznano |                          |         |
| 2007                                    | Ryszard Kaczorowski      |         |
| 2007                                    | Witold Andrzejewski      |         |
| 2007                                    | Edward Dębicki           |         |
| 2008                                    | Adam Dyczkowski          |         |
| 2009                                    | Bronisław Żurawiecki     |         |
| 2010                                    | Stanisław Żytkowski      |         |
| W latach 2011–2012 tytułu nie przyznano |                          |         |
| 2013                                    | Teresa Klimek            |         |
| 2013                                    | Edward Korban            |         |
| W 2014 roku tytułu nie przyznano        |                          |         |
| 2015                                    | Zofia Nowakowska         |         |
| 2015                                    | Dariusz Aleksander Rymar |         |
| W 2016 roku tytułu nie przyznano        |                          |         |
| 2017                                    | Alfreda Markowska        |         |
| W 2018 roku tytułu nie przyznano        |                          |         |
| 2019                                    | Krystyna Prońko          |         |
| 2020                                    | Jan Tomaszewicz          |         |
| 2021                                    | Michaela Rak             |         |
| 2022                                    | Czesław Ganda            |         |
| 2023                                    | Sebastian Świderski      |         |
| 2024                                    | Stanisław Sinkowski      |         |
| 2025                                    | Władysław Komarnicki     |         |